# Dedo von Schenck (General)

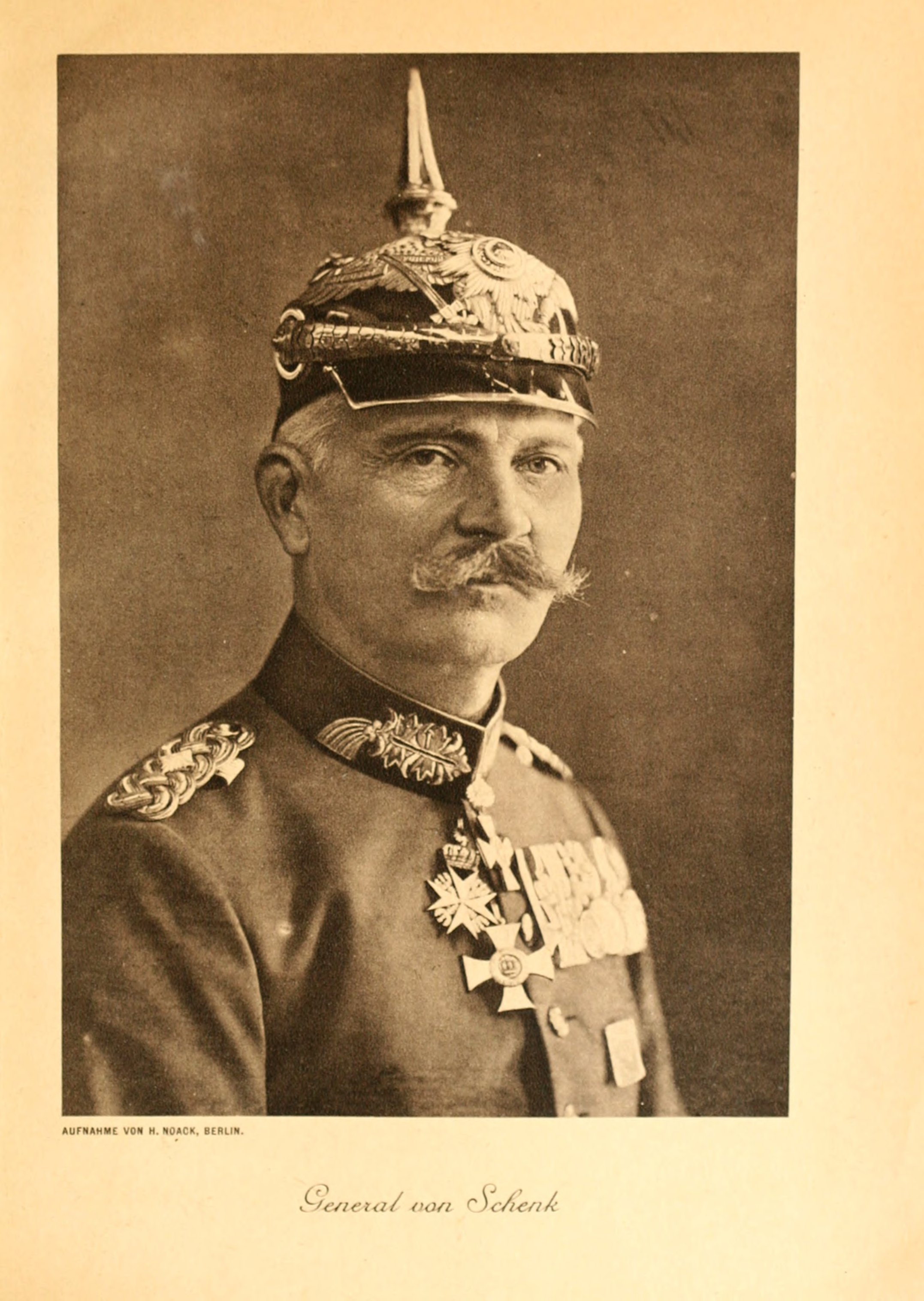
General von Schenk

Dedo Heinrich Karl von Schenck (* 11. Februar 1853 auf Schloss Mansfeld, Provinz Sachsen; † 28. April 1918 in Wiesbaden) war ein preußischer General der Infanterie sowie Generaladjutant von Kaiser Wilhelm II.

## Leben

### Herkunft
Dedo war ein Sohn des preußischen Rittmeisters der Landwehr und Herrn auf Leimbach Wilhelm von Schenck (1815–1859) und dessen Ehefrau Ida, geborene von Grolmann (1815–1900).

### Militärkarriere
Schenck trat am 1. Mai 1870 als Kadett in die Marine des Norddeutschen Bundes ein. Aus dieser schied er nach zweieinhalb Monaten wieder aus und trat am 19. Juli 1870 als Fahnenjunker in das Kaiser Franz Garde-Grenadier-Regiment Nr. 2 der Preußischen Armee in Berlin ein. Mit diesem beteiligte er sich am Krieg gegen Frankreich, avancierte bis Mitte Oktober 1870 zum Sekondeleutnant und erhielt für sein Wirken das Eiserne Kreuz II. Klasse.
Nach Kriegsende versah er Dienst in seinem Regiment, wurde vom 1. bis 30. Mai 1873 zur Militär-Schießschule, vom 30. September 1874 bis 1. März 1875 zur Handwaffen-Revisions-Kommission sowie vom 1. März bis 1. August 1875 zur Militär-Turnanstalt kommandiert. Am 1. November desselben Jahres ernannte man Schenck zum Adjutant des III. Bataillons und kommandierte ihn vom 1. Oktober 1878 bis 3. Juli 1879 zur weiteren Ausbildung an die Kriegsakademie. Nach seiner Rückkehr wurde er, nunmehr seit 26. November 1878 Premierleutnant, als Regimentsadjutant verwendet, bevor Schenck am 24. September 1881 als Adjutant zur 4. Garde-Infanterie-Brigade kam. Von hier folgte am 1. Mai 1883 die Kommandierung in den Großen Generalstab und am 12. Februar 1884 ernannte man Schenck unter gleichzeitiger Beförderung zum Hauptmann zum Kompaniechef in seinem Stammregiment. Diese Stellung übte er bis zum 30. September 1893 aus und wurde dann als Major (seit 31. Mai 1891) Kommandeur des IV. Bataillons. Vom 16. Juni 1894 bis 15. Februar 1899 war Schenck Kommandeur des I. Bataillons, ehe er dann als Oberstleutnant in den Regimentsstab aufrückte. Am 18. April 1901 beauftragte man Schenck mit der Führung des Regiments und ernannte ihn schließlich unter zeitgleicher Beförderung zum Oberst am 18. Mai 1901 zum Regimentskommandeur. Diesen Posten gab er am 27. Januar 1905 ab und fungierte in der Folgezeit als Inspekteur der Infanterieschulen. Am 22. April 1905 erhielt Schenck seine Beförderung zum Generalmajor und als solcher war er zugleich vom 27. April bis 8. Juli 1905 im Zuge der Ersten Marokkokrise der Deutschen Sondergesandtschaft in Marokko zugeteilt.
Man beauftragte ihn dann am 5. März 1908 mit der Führung der 2. Garde-Division und ernannte ihn am 4. April 1908 unter gleichzeitiger Beförderung zum Generalleutnant zum Divisionskommandeur. Von diesem Kommando entband man Schenck am 1. April 1909, ernannte ihn zum Generaladjutant des Kaisers und kommandierte ihn gleichzeitig zunächst zur Dienstleistung beim Kronprinzen. Unter Beibehaltung seiner Stellung als Generaladjutant übernahm Schenck am 6. Oktober 1911 die 14. Division, die er für ein Jahr kommandierte. Nachdem man ihn am 13. September 1912 zum General der Infanterie befördert hatte, folgte die Ernennung zum Kommandierenden General des XVIII. Armee-Korps in Frankfurt am Main. Dort machte er vor allem aufgrund seiner Abneigung gegenüber der Sozialdemokratie negative Schlagzeilen, was von lokalen Politikern wie auch im Reichstag aufgegriffen wurde.
Diese Stellung behielt Schenck mit Ausbruch des Ersten Weltkriegs bei. Im Verband mit der 4. Armee unter dem Oberbefehl des Herzogs Albrecht von Württemberg rückte das Korps in Belgien ein und beteiligte sich an der Schlacht bei Neufchâteau. Von dort rückte er nach weiteren Kämpfen in Frankreich ein und focht an der Maas sowie an der Marne. Anschließend kam das Korps, nunmehr der 2. Armee unterstellt, vor Reims zum Einsatz. Anfang 1916 kam das Korps zur 5. Armee unter Kronprinz Wilhelm und beteiligte sich an der Offensive gegen Verdun. In der folgenden Schlacht um Verdun konnte sich Schenck mehrfach auszeichnen. Mitte September 1916 kam das Korps zur 1. Armee und kämpfte mit diesem in der Schlacht an der Somme. Nach schweren Verlusten wurde es aus der Front gezogen und der Armeeabteilung Strantz zugeteilt. Nach Kämpfen an der Maas und bei St. Mihiel wurde kam es erneut, diesmal im Verbund mit der 2. Armee, an der Somme zum Einsatz.
Am 24. Januar 1917 wurde Schenck von seinem Posten abberufen, zu den Offizieren von der Armee überführt und gleichzeitig à la suite des Kaiser Alexander Garde-Grenadier-Regiment Nr. 1 gestellt. Kurz darauf wurde er am 12. Februar 1917 unter Belassung in seiner Stellung als Generaladjutant zur Disposition gestellt. In Würdigung seiner Verdienste verlieh Wilhelm II. ihm das Großkreuz des Roten Adlerordens mit Eichenlaub, Krone und Schwertern.
Schenck war Rechtsritter des Johanniterorden. Er verstarb nach kurzer Krankheit in Wiesbaden.

### Familie
Er heiratete am 2. Oktober 1884 in Berlin Katharina von Wardenberg (* 1865), Tochter des Generals August von Württemberg. Das Paar hatte mehrere Kinder:
- August (* 1887) ⚭ Irmgard Ecker (1895–1938)
- Freda (1890–1946)

⚭ 1910 (Scheidung 1915) Kurt Freiherr von Reibnitz
⚭ 1916 Werner Graf von der Schulenburg (1886–1945)

## Auszeichnungen
- Kronenorden I. Klasse[2]
- Großkreuz des Ordens vom Zähringer Löwen[2]
- Komtur I. Klasse des Ordens Heinrichs des Löwen[2]
- Großkomtur des Greifenordens[2]
- Ehrengroßkomtur des Oldenburgischen Haus- und Verdienstorden des Herzogs Peter Friedrich Ludwig[2]
- Großkreuz des Belgischen Kronenordens[2]
- Ehrengroßkreuz des Royal Victorian Order[2]
- Großkreuz des Ritterordens der Hl. Mauritius und Lazarus[2]
- Großkreuz des Ordens von Oranien-Nassau[2]
- Großkreuz des ö.k. Leopold-Ordens[2]
- Orden der Eisernen Krone I. Klasse[2]
- Komtur des Franz-Joseph-Ordens[2]
- Großoffizier des Sonnen- und Löwenordens[2]
- Großkreuz des Ordens der Krone von Rumänien[2]
- Russischer Orden der Heiligen Anna I. Klasse[2]
- Sankt-Stanislaus-Orden II. Klasse mit Stern[2]
- Großkreuz des Schwertordens[2]
- Stern der Komture des Königlichen Hausordens von Hohenzollern mit Schwertern im April 1916
- Pour le Mérite am 4. Oktober 1916